# Jacques-Antoine Soldini
Jacques-Antoine Soldini, né le 4 décembre 1718 à Paris et mort le 23 mars 1775 à Versailles, est un ecclésiastique français, chanoine de Saint-Malo et confesseur du roi Louis XVI. 

## Biographie

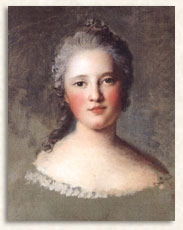
la dauphine Marie Josèphe de Saxe

Fils de François-Marie Soldini, secrétaire du cardinal de Rohan, et de Charlotte Francoise Chevallier, chanoine de Saint-Malo, il donna à son église une relique de la vraie Croix : « il portait en main la Vraie Croix. »

Aumônier de la famille royale, il est successivement « Confesseur-Prédicateur de la Maison du Roi », confesseur de la Dauphine Marie-Josèphe de Saxe et des filles de Louis XV, du Dauphin de France (futur roi Louis XVI), des enfants de France et de Mademoiselle Sophie, aumônier du Grand Commun, c'est-à-dire des domestiques de Versailles, il passait des journées entières au confessionnal, prêche des retraites à Paris, enseigne le catéchisme et refuse constamment les bénéfices qu'on lui offre : 

« L'abbé Soldini était un homme très-médiocre, même d'une honnêteté suspecte ; il avait été donné par le feu duc de la Vauguyon. L'abbé Soldini, confesseur de madame la Dauphine, fit présent à chacun de nous d'un morceau du manteau du lit dans lequel mourut Mgr le Dauphin. Je le conservai bien précieusement, pour la mémoire de ce bon prince. »

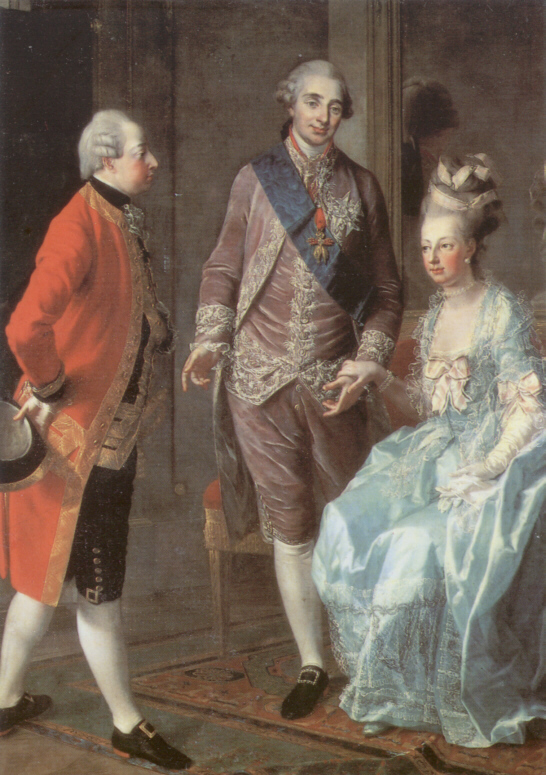
Louis XVI et Marie-Antoinette d'Autriche par Josef Hauzinger vers 1775.

Il écrit une longue lettre remplie de conseils à Louis XVI (Monseigneur Louis Auguste Dauphin) à l'occasion de son mariage avec Marie-Antoinette d'Autriche en 1770, il lui suggère par exemple se montrer et de sortir en carrosse pour être vu de ses sujets, qui aiment voir le roi, souvent et pas seulement à l'occasion de la chasse à courre.
Il reproduisit pour le roi l’Examen de conscience pour un roi (Londres, 1747) de Fénelon édité alors sous le titre Directions pour la conscience d'un roi, La Haye, 1747, in-8 : cette édition a été souvent reproduite en 1776, par l'abbé Soldini à la demande de Louis XVI. Dans l'édition de Versailles (t. XXII), cet écrit porte le titre d'Examen de conscience sur les devoirs de la royauté, suggéré par Fénelon lui-même. « Cet écrit a été composé sous la forme de ces « examens » qu'on voit dans les paroissiens, et qui ont pour but, soit d'inculquer un précis de la morale chrétienne, soit d'aider les fidèles à préparer leur confession, en faisant passer sous leurs yeux les péchés dans lesquels on peut tomber. » Les devoirs de la royauté sont classés en trois points essentiels : l'instruction nécessaire à un prince, l'exemple qu'un prince doit à ses sujets, et la justice qui doit présider à tous les actes du gouvernement. Soldini était mort de la gangrène depuis quatorze ans lorsque éclata la Révolution : de fait, si les conseils (médiocres ou de valeur) donnés au roi, n'ont pas porté un fruit évident, celui-ci était devenu très pieux et se confessa avant d'être guillotiné.